# Marco Postma
Marco Postma (* 26. August 1983 in Leeuwarden) ist ein niederländischer Eishockeyspieler, der seit 2014 erneut bei den Heerenveen Flyers unter Vertrag steht und mit der Mannschaft seit 2015 in der neugeschaffenen BeNe League spielt.

## Karriere

### Clubs
Postma, der aus der friesischen Provinzhauptstadt Leeuwarden stammt, begann seine Karriere als Eishockeyspieler im 30 Kilometer südlich gelegenen Heerenveen bei den dortigen Flyers. 2000 wechselte er in die Deutsche Nachwuchsliga zum Krefelder EV. Nachdem er dort in 35 Spielen 34 Scorerpunkte erzielt hatte, kehrte er nach Heerenveen zurück und spielte dort bis 2008 in der Ehrendivision. 2002 wurde er mit den Flyers niederländischer Pokalsieger. Von 2008 bis 2010 verdingte Postma sich bei den Nijmegen Devils, mit denen er 2009 den Pokal und ein Jahr später die Meisterschaft errang. Trotzdem verließ er die Gelderländer wieder und kehrte kurzfristig nach Friesland zurück. Noch während der Spielzeit 2010/11 wechselte in die deutsche Oberliga West zu den Ratinger Ice Aliens, bei denen er die Saison zu Ende spielte. Seit 2011 steht er bei HYS The Hague auf dem Eis. Mit dem Team aus der niederländischen Regierungsmetropole gewann er 2012 den nationalen Pokalwettbewerb und den North Sea Cup und 2013 den Landesmeistertitel. 2014 wechselte er ein weiteres Mal nach Heerenveen. Seit 2015 spielt er mit den Flyers in der neugeschaffenen BeNe League. Dort gewann er 2016 mit dem Klub als bester niederländischer Klub die nationale Meisterschaft und zudem auch den niederländischen Pokalwettbewerb. Er selbst wurde als wertvollster niederländischer Spieler mit dem Frans Henrichs Bokaal ausgezeichnet. 2017 gewann er mit den Friesen dann nicht nur erneut die niederländische Meisterschaft, sondern auch die BeNe League, wozu er selbst als bester Vorbereiter der Liga maßgeblich beitrug.

### International
Für die Niederlande nahm Postma an den Spielen der Europadivision II der U18-Weltmeisterschaft 2000 und der Division III der U18-Weltmeisterschaft 2001 teil. 2001 (in der Division III) und 2002 (in der Division II) stand er bei den U20-Junioren-Weltmeisterschaften auf dem Eis.
Bei der Weltmeisterschaft der Division I 2007 debütierte er für die Herren-Nationalmannschaft, kam dort aber in fünf Einsätzen nicht zu einem Torerfolg. Auch bei den Weltmeisterschaften 2009, 2010, 2012, 2013 und 2014 spielte er mit seinem Nationalteam in der Division I. Daneben nahm Postma mit der niederländischen Mannschaft auch an den Qualifikationsturnieren für die Olympischen Winterspiele 2010 und Olympischen Winterspiele 2014 teil, ohne dass sich die Niederländer jedoch qualifizieren konnten.

## Erfolge und Auszeichnungen
- 2001 Aufstieg in die Division II bei der U18-Weltmeisterschaft der Division III
- 2001 Aufstieg in die Division II bei der U20-Weltmeisterschaft der Division III
- 2002 Niederländischer Pokalsieger mit den Heerenveen Flyers
- 2009 Niederländischer Pokalsieger mit den Nijmegen Devils
- 2010 Niederländischer Meister mit den Nijmegen Devils
- 2012 Niederländischer Pokalsieger mit HYS The Hague
- 2012 Gewinn des North Sea Cups mit HYS The Hague
- 2013 Niederländischer Meister mit HYS The Hague
- 2016 Niederländischer Meister und Pokalsieger mit den Heerenveen Flyers
- 2016 Frans Henrichs Bookal als wertvollster niederländischer Spieler der BeNe League
- 2017 Gewinn der BeNe League und niederländischer Meister mit den Heerenveen Flyers
- 2017 Meiste Torvorlagen der BeNe League

## Statistik
(Stand: Ende der Spielzeit 2017/18)